# Fabulae
Le Fabulae (Miti o Racconti) sono una raccolta di brevi storie scritte nel II secolo dal cosiddetto Igino mitografo, sebbene per altri l'autore sarebbe il più antico erudito Gaio Giulio Igino, databile all'età augustea.

## Struttura e tradizione

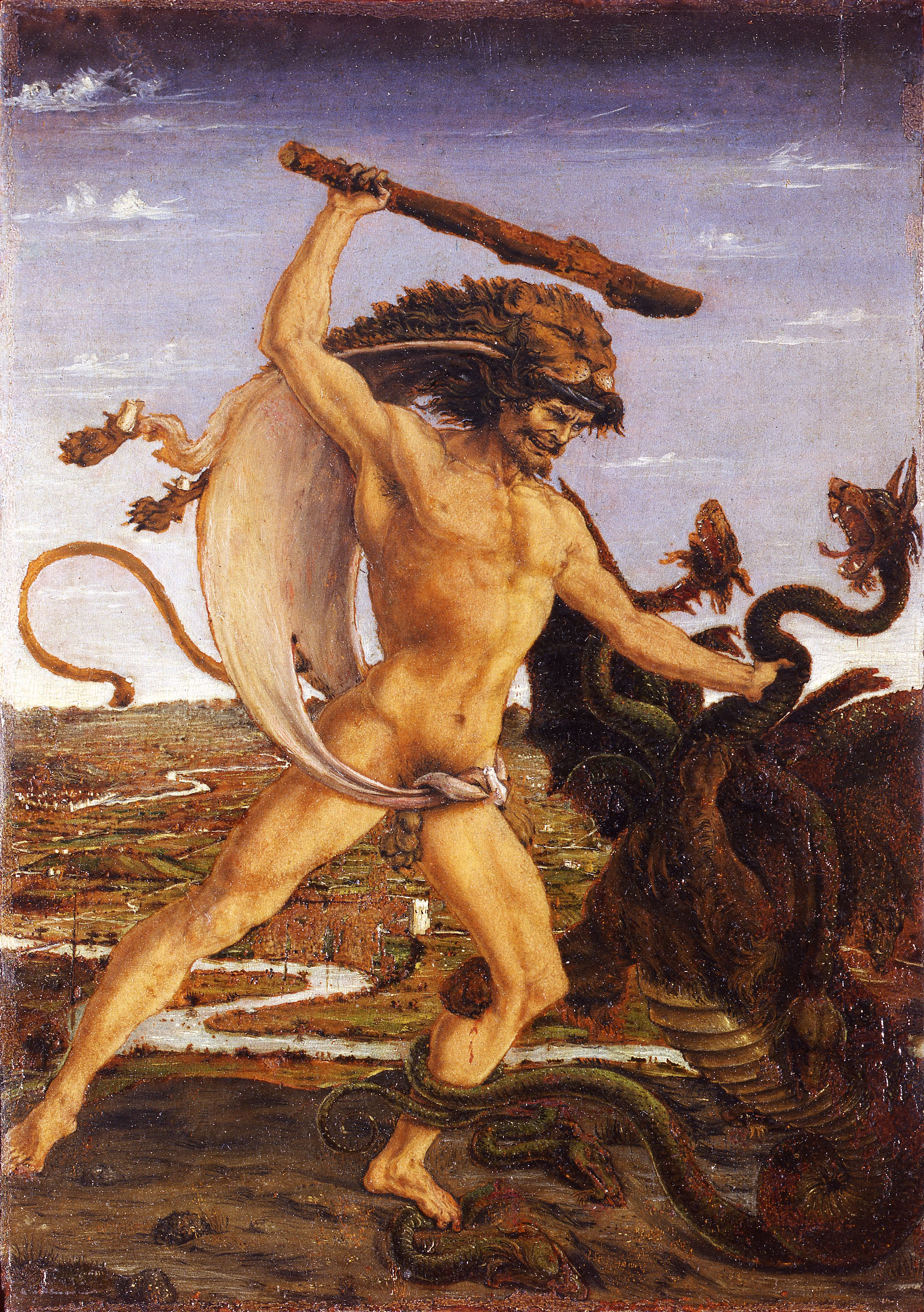
Ercole e l'Idra di Lerna di Antonio Pollaiuolo (1475 circa; Firenze, Galleria degli Uffizi).

L'opera in totale comprende 277 sezioni, tutte incentrate sulla mitologia greca e sui suoi protagonisti, costituendosi come un manuale di mitografia.
Le Fabulae sono divise in tre parti: le Genealogiae, probabilmente estratti di una terza opera di Igino riguardanti genealogie di dèi ed eroi; le Fabulae, ossia i miti veri e propri, spesso con l'indicazione della tragedia, greca o romana, di cui sono sinossi. Possiamo individuarne l’articolazione “a blocchi”, con le storie connesse alla Colchide e agli Argonauti, Ercole, Teseo, la mitologia tebana e la saga degli Atridi, i Dardanidi e la guerra di Troia, il ritorno degli eroi, l’Odissea.
Ci sono, infine, gli Indici, compilazioni di materie varie, con elenchi di curiosità quali, ad esempio, gli assassini, i suicidi, i fondatori di città e le invenzioni più utili. Un semplice elenco di questa sezione potrà fungere da esempioː 
- 212 I sette sapienti
- 213 Le sette meraviglie
- 214 I mortali che furono resi immortali
- 215 I primi fondatori di templi agli Dèi
- 216 Coloro che uccisero le proprie figlie
- 217 Madri che uccisero i figli
- 218 Mogli che uccisero i mariti
- 219 Mariti che uccisero le mogli
- 220 I suicidi
- 221 Le suicide
- 222 Coloro che uccisero dei parenti
- 223 Gli assassini di generi e suoceri
- 224 Coloro che mangiarono in un banchetto le carni dei propri figli
- 225 Coloro che furono dilaniati dai loro cani
- 226 Gli uomini uccisi da un cinghiale
- 227 Le fiaccole scellerate
- 228 Quadrighe che distrussero i loro guidatori
- 229 Coloro che, per licenza delle Parche, tornarono dagl’Inferi
- 230 Coloro che furono allattati da animali
- 231 Le donne incestuose
- 232 Gli uomini e le donne piissimi
- 233 Le donne empie
- 234 Le donne castissime
- 235 Le coppie di amici più fedeli
- 240 I più famosi
- 241 I più belli
- 242 Gli efebi più belli
- 243 Coloro che celebrarono i giochi fino ad Enea, il quindicesimo
- 244 Gli inventori e le loro invenzioni
- 245 I fondatori di città
- 246 Le isole più grandi
- 247 I primi inventori

Il manoscritto principale, titolato Genealogiae, nel 1535 fu pubblicato dall'umanista Jacob Micyllus, che pubblicò il testo di un codice della Cattedrale di Frisinga, anche se si trattava di una contaminazione di un unico manoscritto risalente al IX secolo.
Vi è anche una versione parziale in greco, attribuita al grammatico Dositeo, ma la cui prefazione ne riporta la compilazione nel 207 d.C., durante il consolato di Lucio Annio Massimo e Caio Settimio Severo Aper.